# Meiothecium pobeguinii
Meiothecium pobeguinii là một loài Rêu trong họ Sematophyllaceae. Loài này được (Broth. & Paris) Broth. mô tả khoa học đầu tiên năm 1908.